# Instytut Fizyki Jądrowej im. Henryka Niewodniczańskiego Polskiej Akademii Nauk
Instytut Fizyki Jądrowej im. Henryka Niewodniczańskiego PAN – ośrodek badań z dziedziny fizyki jądrowej Polskiej Akademii Nauk, znajdujący się w Krakowie, w Bronowicach Wielkich (Dzielnica IV Prądnik Biały) przy ulicy Walerego Eliasza-Radzikowskiego 152. Został utworzony w roku 1955 dzięki staraniom prof. Henryka Niewodniczańskiego. W roku 1988 Instytutowi nadano imię prof. Henryka Niewodniczańskiego. Współtwórcą Instytutu w jego obecnym kształcie był prof. Marian Mięsowicz.
Instytut prowadzi badania w czterech głównych kierunkach:
- w zakresie astrofizyki i fizyki cząstek elementarnych,
- w zakresie fizyki jądrowej i oddziaływań silnych,
- badania fazy skondensowanej materii,
- badania interdyscyplinarne i stosowane, w szczególności: fizyka medyczna, inżynieria nanomateriałów, geofizyka, radiochemia, dozymetria, biofizyka, biologia radiacyjna i środowiskowa oraz fizyka i ochrona środowiska i ekonofizyka.

W latach 70. XX wieku uruchomiono w Instytucie pierwszy cyklotron. Obecnie w Instytucie działa cyklotron izochroniczny domowej konstrukcji AIC-144, który jako jedyny w Polsce oraz Europie Środkowo-Wschodniej umożliwia prowadzenie radioterapii protonowej nowotworów oka. Od roku 2012 działa również w instytucie izochroniczny cyklotron Proteus C-235 belgijskiej firmy Ion Beam Applications, przyspieszający protony do energii maksymalnej 230 MeV. Cyklotron ten umożliwia prowadzenie terapii protonowej nowotworów całego ciała. Oba cyklotrony działają w ramach będącego częścią instytutu Centrum Cyklotronowego "Bronowice".
Prof. Agnieszka Zalewska z IFJ PAN pełniła w latach 2013–2015 funkcję Przewodniczącego Rady Europejskiej Organizacji Badań Jądrowych CERN w szwajcarskiej Genewie. Była ona pierwszym badaczem z Europy Środkowo-Wschodniej, a zarazem pierwszą kobietą na tym stanowisku.